# Katrin Lindner (Sängerin)
Katrin Lindner (* 24. September 1947 in Halle (Saale)) ist eine deutsche Sängerin und Malerin.

## Leben
Lindner wuchs in Halle auf und wurde zur Emailleurin ausgebildet. Ihre Eltern lebten in der Bundesrepublik Deutschland. 1964 bis 1968 besuchte sie die Kunsthochschule Burg Giebichenstein. Sie war als Autodidaktin Sängerin der Jazzband BAF und arbeitete anschließend als Ko-Sängerin der DDR-Bands College Formation, Jürgen-Erbe-Chor und – 1974 bis 1976 – Wir. 1976 wurde sie Sängerin der Sieghard-Schubert-Formation (später Schubert-Band) unter Bandleader Sieghart Schubert, mit dem sie bereits zuvor verheiratet war. Ab 1978 wirkte sie an mehreren Singles mit. 1979 wurde sie von den Hörern des Rundfunksenders Stimme der DDR zur Rocksängerin des Jahres gewählt, 1980 veröffentlichte Amiga eine Single unter ihrem Namen mit zwei originalgetreu nachgesungenen Coverversionen, Call Me von Blondie und I’ve Never Been in Love von Suzi Quatro. 1981 erschien das einzige Album von „Katrin Lindner & Schubert-Band“, Heiße Tage, bei Amiga. Es enthält ausschließlich Rundfunkproduktionen. Im selben Jahr sang sie im Kinder-Musical Der Soldat und das Feuerzeug die Rolle der Hexe. 1982 erschien in der Bundesrepublik Deutschland bei RCA die Single Mensch, vergiß das nicht. Im Jahr 1983 nahm Katrin Lindner am Musikfestival Rock für den Frieden teil. Katrin Lindner war eine der wenigen Frontfrauen der DDR-Rockmusik und wurde als „Rockröhre“ bezeichnet. Ihre Stimme wurde 1980 als „herb“ und „unsentimental“ beschrieben.
Im Jahr 1985 zogen sich Schubert und Lindner auf den „Farmland-Hof“ im mecklenburgischen Quadenschönfeld zurück, wo sie bereits 1982 das „Farmland-Musikstudio“ errichtet hatten, um Aufnahmen anderer Musiker zu produzieren. Dort wurde unter anderem das Album Aufruhr in den Augen von Pankow aufgenommen. Gleichzeitig begann Lindner ihre Karriere als Malerin, die sie auch nach der Trennung von Schubert am gleichen Ort fortsetzte. 1996 erschien Lindners Album Zugvögel mit acht Titeln, an denen unter anderem Henning Protzmann, Pitty Piatkowski, Sieghart Schubert sowie ihr Sohn Moritz Schubert mitgewirkt hatten. 2009 nahm Katrin Lindner mit Pianist André Gensicke (Die Zöllner) und Cellist Sonny Thet (Bayon) das Album Nichts bleibt auf. Wie auch auf der 2013 erschienenen CD Gegen die Zeit verfasste Katrin Lindner die Kompositionen und Texte selbst.

## Auszeichnungen
- 1979: Rocksängerin des Jahres (Stimme der DDR)

## Diskografie
Alben
- 1981: Heiße Tage (Amiga)
- 1996: Zugvögel
- 2009: Nichts bleibt (Buschfunk)
- 2013: Gegen die Zeit (ZuG Records)
- 2016: Paar-Lauf (allorangemusic/tonbewegtbild)

Singles
- 1978: Himmel und Erde / Bye Bye Traurigkeit (Amiga)
- 1980: … und wie weiter / Halt mich fest (Amiga)
- 1980: I’ve Never Been in Love / Call Me (Amiga)
- 1982: Mensch, vergiß das nicht / Was soll ich werden (RCA)

Mitwirkungen
- 1981: Der Soldat und das Feuerzeug (Amiga)
- 2013: Leiermann auf dem Album Monument Ende der Band Fjoergyn[2]

## Bücher
- 2013: Katrin Lindner. Eigenverlag.